# Kuchenne rewolucje
Kuchenne rewolucje – polski program telewizyjny typu reality show telewizji TVN oparty na amerykańskim formacie Kitchen Nightmares, nadawany od 2010 roku.

## Charakterystyka programu
Do programu zgłaszają się restauratorzy, którzy mają problem z utrzymaniem lokalu. W każdym odcinku Magda Gessler odwiedza jedną restaurację i w ciągu czterech dni dzieli się z właścicielami i personelem wskazówkami dotyczącymi pracy w branży gastronomicznej. Najpierw obserwuje i analizuje sytuację, później komentuje ją i proponuje metody rozwiązania problemów (np. wprowadza nowe potrawy do menu, sugeruje zatrudnienie nowych osób czy zmienia wystrój wnętrza), a także prowadzi kampanię reklamową odmienionej jadłodajni. Kilka tygodni po przeprowadzeniu zmian ponownie odwiedza restaurację, by sprawdzić, jak radzą sobie właściciele.

## Emisja w telewizji
Uwaga: tabela zawiera daty odnoszące się wyłącznie do pierwszej emisji telewizyjnej; nie uwzględniono w niej ewentualnych prapremier w serwisach internetowych.
Przykładowo 14 stycznia 2021 roku w serwisie Player udostępniono sześć odcinków programu, których emisja telewizyjna miała miejsce dopiero w sezonie wiosennym. Ponadto kolejne odcinki programu często są udostępniane w Internecie przed ich emisją telewizyjną.
| Seria | Odcinki      | Pierwsza emisja telewizyjna (TVN) | Pierwsza emisja telewizyjna (TVN) | Pierwsza emisja telewizyjna (TVN) | Pierwsza emisja telewizyjna (TVN) |
| Seria | Odcinki      | Sezon                             | Początek emisji                   | Koniec emisji                     | Pora emisji                       |
| ----- | ------------ | --------------------------------- | --------------------------------- | --------------------------------- | --------------------------------- |
| 1.    | 1–8 (8)      | wiosna 2010                       | 6 marca 2010                      | 8 maja 2010                       | sobota 18.00                      |
| 2.    | 9–22 (14)    | jesień 2010                       | 4 września 2010                   | 11 grudnia 2010                   | sobota 18.00                      |
| 3.    | 23–34 (12)   | wiosna 2011                       | 12 lutego 2011                    | 30 kwietnia 2011                  | sobota 18.00                      |
| 4.    | 35–48 (14)   | jesień 2011                       | 8 września 2011                   | 8 grudnia 2011                    | czwartek 21.30                    |
| 5.    | 49–62 (14)   | wiosna 2012                       | 1 marca 2012                      | 31 maja 2012                      | czwartek 21.30                    |
| 6.    | 63–75 (13)   | jesień 2012                       | 6 września 2012                   | 29 listopada 2012                 | czwartek 21.30                    |
| 7.    | 76–90 (15)   | wiosna 2013                       | 28 lutego 2013                    | 6 czerwca 2013                    | czwartek 21.30                    |
| 8.    | 91–105 (15)  | jesień 2013                       | 5 września 2013                   | 12 grudnia 2013                   | czwartek 21.30                    |
| 9.    | 106–118 (13) | wiosna 2014                       | 6 marca 2014                      | 29 maja 2014                      | czwartek 21.30                    |
| 10.   | 119–131 (13) | jesień 2014                       | 4 września 2014                   | 27 listopada 2014                 | czwartek 21.30                    |
| 11.   | 132–144 (13) | wiosna 2015                       | 5 marca 2015                      | 28 maja 2015                      | czwartek 21.30                    |
| 12.   | 145–159 (15) | jesień 2015                       | 3 września 2015                   | 10 grudnia 2015                   | czwartek 20.50                    |
| 13.   | 160–173 (14) | wiosna 2016                       | 18 lutego 2016                    | 19 maja 2016                      | czwartek 21.30/21.35              |
| 14.   | 174–188 (15) | jesień 2016                       | 1 września 2016                   | 8 grudnia 2016                    | czwartek 21.30/21.35              |
| 15.   | 189–202 (14) | wiosna 2017                       | 16 lutego 2017                    | 18 maja 2017                      | czwartek 21.30/21.35              |
| 16.   | 203–215 (13) | jesień 2017                       | 7 września 2017                   | 30 listopada 2017                 | czwartek 21.30/21.35              |
| 17.   | 216–229 (14) | wiosna 2018                       | 22 lutego 2018                    | 24 maja 2018                      | czwartek 21.30/21.35              |
| 18.   | 230–243 (14) | jesień 2018                       | 6 września 2018                   | 6 grudnia 2018                    | czwartek 21.30/21.35              |
| 19.   | 244–256 (13) | wiosna 2019                       | 28 lutego 2019                    | 23 maja 2019                      | czwartek 21.30/21.35              |
| 20.   | 257–269 (13) | jesień 2019                       | 5 września 2019                   | 28 listopada 2019                 | czwartek 21.30/21.35              |
| 21.   | 270–286 (17) | wiosna 2020                       | 5 marca 2020                      | 26 marca 2020                     | czwartek 21.30/21.35              |
| 21.   | 270–286 (17) | jesień 2020                       | 3 września 2020                   | 26 listopada 2020                 | czwartek 21.30/21.35              |
| 22.   | 287–301 (15) | wiosna 2021                       | 18 lutego 2021                    | 27 maja 2021                      | czwartek 21.30/21.35              |
| 23.   | 302–316 (15) | jesień 2021                       | 2 września 2021                   | 9 grudnia 2021                    | czwartek 21.30/21.35              |
| 24.   | 317–329 (13) | wiosna 2022                       | 3 marca 2022                      | 26 maja 2022                      | czwartek 21.30/21.35              |
| 25.   | 330–343 (14) | jesień 2022                       | 1 września 2022                   | 1 grudnia 2022                    | czwartek 21.30/21.35              |
| 26.   | 344–356 (13) | wiosna 2023                       | 2 marca 2023                      | 25 maja 2023                      | czwartek 21.30/21.35              |
| 27.   | 357–368 (12) | jesień 2023                       | 7 września 2023                   | 23 listopada 2023                 | czwartek 21.30/21.35              |
| 28.   | 369–380 (12) | wiosna 2024                       | 7 marca 2024                      | 23 maja 2024                      | czwartek 21.30/21.35              |
| 29.   | 381–392 (12) | jesień 2024                       | 5 września 2024                   | 21 listopada 2024                 | czwartek 21.30/21.35              |
| 30.   | 393–404 (12) | wiosna 2025                       | 27 lutego 2025                    | 15 maja 2025                      | czwartek 20.50/20.55              |
| 31.   | od 405       | jesień 2025                       | 4 września 2025                   | b.d.                              | czwartek 21.35                    |

## Oglądalność
Dane dotyczące oglądalności zostały oparte na badaniach przeprowadzonych przez Nielsen Audience Measurement i dotyczą wyłącznie oglądalności premiery telewizyjnej – nie uwzględniają oglądalności powtórek, wyświetleń w serwisach VOD (np. Player) itd.
| Odcinek             | Seria                        | Seria                            | Seria                        | Seria                            | Seria                        | Seria                        | Seria                        | Seria                            | Seria                        | Seria                            | Seria                     | Seria                         | Seria                        | Seria                           | Seria                        | Seria                            | Seria                        | Seria                            | Seria                        | Seria                            | Seria                            | Seria                        | Seria                            | Seria                        | Seria                            | Seria                        | Seria                            | Seria                        | Seria                         | Seria                     |
| Odcinek             | 1                            | 2                                | 3                            | 4                                | 5                            | 6                            | 7                            | 8                                | 9                            | 10                               | 11                        | 12                            | 13                           | 14                              | 15                           | 16                               | 17                           | 18                               | 19                           | 20                               | 21                               | 22                           | 23                               | 24                           | 25                               | 26                           | 27                               | 28                           | 29                            | 30                        |
| ------------------- | ---------------------------- | -------------------------------- | ---------------------------- | -------------------------------- | ---------------------------- | ---------------------------- | ---------------------------- | -------------------------------- | ---------------------------- | -------------------------------- | ------------------------- | ----------------------------- | ---------------------------- | ------------------------------- | ---------------------------- | -------------------------------- | ---------------------------- | -------------------------------- | ---------------------------- | -------------------------------- | -------------------------------- | ---------------------------- | -------------------------------- | ---------------------------- | -------------------------------- | ---------------------------- | -------------------------------- | ---------------------------- | ----------------------------- | ------------------------- |
| 1.                  | 2 407 644 (6 marca 2010)     | 1 712 249 (4 września 2010)      | 3 195 561 (12 lutego 2011)   | 2 677 527 (8 września 2011)      | 2 583 409 (1 marca 2012)     | 2 552 725 (6 września 2012)  | 2 482 217 (28 lutego 2013)   | 2 275 461 (5 września 2013)      | 2 410 221 (6 marca 2014)     | 2 299 241 (18 września 2014)     | 2 254 892 (5 marca 2015)  | 1 930 313 (3 września 2015)   | 2 146 566 (18 lutego 2016)   | 2 011 279 (1 września 2016)     | 2 195 495 (16 lutego 2017)   | 2 203 985 (7 września 2017)      | 2 530 210 (22 lutego 2018)   | 2 145 244 (6 września 2018)      | 2 083 367 (28 lutego 2019)   | 2 201 516 (5 września 2019)      | 1 956 282 (5 marca 2020)         | 1 763 849 (18 lutego 2021)   | 1 382 519 (2 września 2021)      | 1 329 739 (3 marca 2022)     | 1 262 288 (1 września 2022)      | 1 443 751 (2 marca 2023)     | 783 202 (7 września 2023)        | 1 006 000 (7 marca 2024)     | 683 000 (5 września 2024)     | 870 000 (27 lutego 2025)  |
| 2.                  | 2 673 402 (13 marca 2010)    | 1 613 978 (11 września 2010)     | 3 211 330 (19 lutego 2011)   | 2 399 843 (15 września 2011)     | 2 785 364 (8 marca 2012)     | 2 744 376 (13 września 2012) | (7 marca 2013)               | 2 339 479 (12 września 2013)     | 2 533 874 (13 marca 2014)    | 2 109 822 (25 września 2014)     | 2 319 356 (12 marca 2015) | 2 007 132 (10 września 2015)  | 2 288 582 (25 lutego 2016)   | 1 766 666 (8 września 2016)     | 2 540 380 (23 lutego 2017)   | 2 205 681 (14 września 2017)     | 2 552 394 (1 marca 2018)     | 2 479 067 (13 września 2018)     | 2 291 719 (7 marca 2019)     | 1 899 841 (12 września 2019)     | 1 917 203 (12 marca 2020)        | 1 621 022 (25 lutego 2021)   | 1 468 498 (9 września 2021)      | 1 423 602 (10 marca 2022)    | 977 438 (8 września 2022)        | 1 291 491 (9 marca 2023)     | 1 064 082 (14 września 2023)     | 1 007 000 (14 marca 2024)    | 813 000 (12 września 2024)    | 900 000 (6 marca 2025)    |
| 3.                  | 2 580 264 (20 marca 2010)    | 2 245 285 (18 września 2010)     | 3 154 825 (26 lutego 2011)   | 2 376 142 (22 września 2011)     | 2 942 484 (15 marca 2012)    | 2 372 771 (20 września 2012) | (14 marca 2013)              | 2 291 730 (19 września 2013)     | 2 623 452 (20 marca 2014)    | 1 900 046 (2 października 2014)  | 2 324 315 (19 marca 2015) | 2 239 745 (17 września 2015)  | 1 955 014 (3 marca 2016)     | 1 589 000 (15 września 2016)    | 2 631 874 (2 marca 2017)     | 2 491 023 (21 września 2017)     | 2 344 895 (8 marca 2018)     | 2 326 749 (20 września 2018)     | 2 121 816 (14 marca 2019)    | 1 877 165 (19 września 2019)     | 2 003 056 (19 marca 2020)        | 1 819 012 (4 marca 2021)     | 1 511 253 (16 września 2021)     | 1 464 731 (17 marca 2022)    | 1 219 785 (15 września 2022)     | 1 308 675 (16 marca 2023)    | 1 067 653 (21 września 2023)     | 919 000 (21 marca 2024)      | 841 000 (19 września 2024)    | 1 150 000 (13 marca 2025) |
| 4.                  | 2 594 951 (27 marca 2010)    | 2 139 167 (25 września 2010)     | 3 047 857 (5 marca 2011)     | 2 436 333 (29 września 2011)     | 2 711 309 (22 marca 2012)    | (27 września 2012)           | (21 marca 2013)              | 2 460 336 (26 września 2013)     | 2 630 098 (27 marca 2014)    | (9 października 2014)            | (26 marca 2015)           | (24 września 2015)            | 2 113 999 (10 marca 2016)    | (22 września 2016)              | 2 323 548 (9 marca 2017)     | 2 398 842 (28 września 2017)     | 2 608 961 (15 marca 2018)    | 1 682 952 (27 września 2018)     | 1 531 545 (21 marca 2019)    | 1 608 597 (26 września 2019)     | 1 999 765 (26 marca 2020)        | 1 855 120 (11 marca 2021)    | 1 649 915 (23 września 2021)     | 1 074 562 (24 marca 2022)    | 1 041 099 (22 września 2022)     | 1 267 266 (23 marca 2023)    | 1 286 053 (28 września 2023)     | (28 marca 2024)              | (26 września 2024)            | (20 marca 2025)           |
| 5.                  | 2 249 897 (3 kwietnia 2010)  | 2 657 147 (2 października 2010)  | 2 836 598 (12 marca 2011)    | 2 710 417 (6 października 2011)  | 2 868 062 (29 marca 2012)    | (4 października 2012)        | (28 marca 2013)              | 2 198 851 (3 października 2013)  | 2 873 828 (3 kwietnia 2014)  | (16 października 2014)           | (2 kwietnia 2015)         | (1 października 2015)         | 1 997 958 (17 marca 2016)    | (29 września 2016)              | 2 617 997 (16 marca 2017)    | 2 299 221 (5 października 2017)  | (22 marca 2018)              | 2 459 724 (4 października 2018)  | 2 200 519 (28 marca 2019)    | 2 081 463 (3 października 2019)  | 1 501 544 (3 września 2020)      | 1 698 571 (18 marca 2021)    | 1 552 683 (30 września 2021)     | 1 367 893 (31 marca 2022)    | 1 405 639 (29 września 2022)     | 1 465 828 (30 marca 2023)    | 1 045 863 (5 października 2023)  | (4 kwietnia 2024)            | (3 października 2024)         | (27 marca 2025)           |
| 6.                  | 1 749 993 (24 kwietnia 2010) | 2 653 345 (16 października 2010) | 3 074 326 (19 marca 2011)    | 2 965 595 (13 października 2011) | 3 263 040 (5 kwietnia 2012)  | (11 października 2012)       | (4 kwietnia 2013)            | 2 496 809 (10 października 2013) | 2 274 507 (10 kwietnia 2014) | (23 października 2014)           | (9 kwietnia 2015)         | (8 października 2015)         | 1 835 145 (24 marca 2016)    | 2 390 781 (6 października 2016) | 2 625 446 (23 marca 2017)    | 2 672 412 (12 października 2017) | (29 marca 2018)              | 2 065 505 (11 października 2018) | 2 147 291 (4 kwietnia 2019)  | 1 728 890 (10 października 2019) | 1 651 558 (10 września 2020)     | 1 437 279 (25 marca 2021)    | 1 768 307 (7 października 2021)  | 1 337 509 (7 kwietnia 2022)  | 1 359 831 (6 października 2022)  | 1 405 068 (6 kwietnia 2023)  | 897 343 (12 października 2023)   | (11 kwietnia 2024)           | (10 października 2024)        | (3 kwietnia 2025)         |
| 7.                  | 1 979 433 (1 maja 2010)      | 2 351 266 (23 października 2010) | 3 204 320 (26 marca 2011)    | 2 689 979 (20 października 2011) | 3 332 293 (12 kwietnia 2012) | (18 października 2012)       | (11 kwietnia 2013)           | 2 500 140 (17 października 2013) | 2 640 752 (17 kwietnia 2014) | 2 383 789 (30 października 2014) | (16 kwietnia 2015)        | (15 października 2015)        | 2 136 079 (31 marca 2016)    | (13 października 2016)          | 3 001 564 (30 marca 2017)    | 2 870 199 (19 października 2017) | (5 kwietnia 2018)            | 2 308 816 (18 października 2018) | 1 982 111 (11 kwietnia 2019) | 1 805 453 (17 października 2019) | 1 762 656 (17 września 2020)     | 1 665 781 (1 kwietnia 2021)  | 1 612 883 (14 października 2021) | 1 402 577 (14 kwietnia 2022) | 1 371 203 (13 października 2022) | 1 310 530 (13 kwietnia 2023) | 1 224 530 (19 października 2023) | (18 kwietnia 2024)           | (17 października 2024)        | (10 kwietnia 2025)        |
| 8.                  | 2 221 727 (8 maja 2010)      | 2 418 278 (30 października 2010) | 2 538 453 (2 kwietnia 2011)  | 2 963 161 (27 października 2011) | 3 155 701 (19 kwietnia 2012) | (25 października 2012)       | 2 513 301 (18 kwietnia 2013) | 2 673 168 (24 października 2013) | 2 593 511 (24 kwietnia 2014) | (6 listopada 2014)               | (23 kwietnia 2015)        | (22 października 2015)        | 1 980 440 (7 kwietnia 2016)  | (20 października 2016)          | 2 568 706 (6 kwietnia 2017)  | 2 526 462 (26 października 2017) | 2 610 288 (12 kwietnia 2018) | 2 298 775 (25 października 2018) | 2 082 847 (18 kwietnia 2019) | 1 908 782 (24 października 2019) | 1 784 027 (24 września 2020)     | 1 751 878 (8 kwietnia 2021)  | 1 652 042 (21 października 2021) | 1 549 575 (21 kwietnia 2022) | 1 548 947 (20 października 2022) | 1 260 466 (20 kwietnia 2023) | 1 042 181 (26 października 2023) | 1 180 000 (25 kwietnia 2024) | (24 października 2024)        | (17 kwietnia 2025)        |
| 9.                  | –                            | 3 007 814 (6 listopada 2010)     | 2 919 339 (9 kwietnia 2011)  | 2 838 172 (3 listopada 2011)     | 3 191 519 (26 kwietnia 2012) | (1 listopada 2012)           | (25 kwietnia 2013)           | 2 484 768 (31 października 2013) | 2 320 599 (1 maja 2014)      | (13 listopada 2013)              | (30 kwietnia 2015)        | (29 października 2015)        | 2 292 554 (14 kwietnia 2016) | (27 października 2016)          | 2 606 300 (13 kwietnia 2017) | 2 495 959 (2 listopada 2017)     | 2 634 357 (19 kwietnia 2018) | 1 878 359 (1 listopada 2018)     | 1 879 174 (25 kwietnia 2019) | 1 949 751 (31 października 2019) | 1 839 926 (1 października 2020)  | 1 732 500 (15 kwietnia 2021) | 1 695 412 (28 października 2021) | 1 299 169 (28 kwietnia 2022) | 1 444 045 (27 października 2022) | 1 205 002 (27 kwietnia 2023) | 1 118 768 (2 listopada 2023)     | (2 maja 2024)                | (31 października 2024)        | (24 kwietnia 2025)        |
| 10.                 | –                            | 2 748 789 (13 listopada 2010)    | 2 619 900 (16 kwietnia 2011) | 2 784 594 (10 listopada 2011)    | 2 804 102 (3 maja 2012)      | (8 listopada 2012)           | (2 maja 2013)                | 2 356 154 (7 listopada 2013)     | 2 500 515 (8 maja 2014)      | (20 listopada 2013)              | 2 344 843 (7 maja 2015)   | 2 542 844 (5 listopada 2015)  | 2 016 689 (21 kwietnia 2016) | (3 listopada 2016)              | 2 463 931 (20 kwietnia 2017) | 2 623 840 (9 listopada 2017)     | (26 kwietnia 2018)           | 2 322 711 (8 listopada 2018)     | 1 766 121 (2 maja 2019)      | 1 840 574 (7 listopada 2019)     | 1 947 471 (8 października 2020)  | 1 839 707 (22 kwietnia 2021) | 1 517 492 (4 listopada 2021)     | 1 446 574 (5 maja 2022)      | 1 226 356 (3 listopada 2022)     | 1 160 231 (4 maja 2023)      | 1 136 385 (9 listopada 2023)     | (9 maja 2024)                | 1 007 000 (7 listopada 2024)  | 725 000 (1 maja 2025)     |
| 11.                 | –                            | 3 143 423 (20 listopada 2010)    | 2 354 132 (23 kwietnia 2011) | 3 186 575 (17 listopada 2011)    | 2 907 099 (10 maja 2012)     | (15 listopada 2012)          | (9 maja 2013)                | 2 741 720 (14 listopada 2013)    | 2 428 536 (15 maja 2014)     | 2 505 918 (27 listopada 2013)    | 2 387 663 (14 maja 2015)  | (12 listopada 2015)           | 2 061 615 (28 kwietnia 2016) | (10 listopada 2016)             | 2 678 649 (27 kwietnia 2017) | 2 714 163 (16 listopada 2017)    | (3 maja 2018)                | 2 342 071 (15 listopada 2018)    | 2 257 750 (9 maja 2019)      | 2 086 323 (14 listopada 2019)    | 1 625 479 (15 października 2020) | 1 473 176 (29 kwietnia 2021) | 1 503 033 (11 listopada 2021)    | 1 293 666 (12 maja 2022)     | 1 386 040 (10 listopada 2022)    | 1 100 912 (11 maja 2023)     | 1 206 712 (16 listopada 2023)    | (16 maja 2024)               | (14 listopada 2024)           | (8 maja 2025)             |
| 12.                 | –                            | 2 974 986 (27 listopada 2010)    | 2 327 283 (30 kwietnia 2011) | 2 801 136 (24 listopada 2011)    | 2 957 808 (17 maja 2012)     | (22 listopada 2012)          | (16 maja 2013)               | 2 465 418 (21 listopada 2013)    | 2 373 959 (22 maja 2014)     | (4 grudnia 2014)                 | (21 maja 2015)            | 2 542 844 (19 listopada 2015) | 2 251 196 (5 maja 2016)      | (17 listopada 2016)             | 2 798 145 (4 maja 2017)      | 2 617 629 (23 listopada 2017)    | (10 maja 2018)               | 2 401 202 (22 listopada 2018)    | 2 408 626 (16 maja 2019)     | 1 856 418 (21 listopada 2019)    | 1 846 739 (22 października 2020) | 1 613 239 (6 maja 2021)      | 1 651 969 (18 listopada 2021)    | 1 288 281 (19 maja 2022)     | 1 540 401 (17 listopada 2022)    | 1 465 381 (18 maja 2023)     | 1 135 055 (23 listopada 2023)    | (23 maja 2024)               | 1 009 000 (21 listopada 2024) | (15 maja 2025)            |
| 13.                 | –                            | 2 937 787 (4 grudnia 2010)       | –                            | 3 158 763 (1 grudnia 2011)       | 2 714 498 (24 maja 2012)     | (29 listopada 2012)          | (23 maja 2013)               | 2 306 774 (28 listopada 2013)    | 2 517 710 (29 maja 2014)     | 2 799 556 (11 grudnia 2014)      | 2 367 130 (28 maja 2015)  | 2 488 712 (26 listopada 2015) | 1 975 273 (12 maja 2016)     | 2 583 834 (24 listopada 2016)   | 2 671 939 (11 maja 2017)     | 2 473 062 (30 listopada 2017)    | (17 maja 2018)               | 2 171 472 (29 listopada 2018)    | 2 149 144 (23 maja 2019)     | 2 006 709 (28 listopada 2019)    | 1 732 562 (29 października 2020) | 1 483 344 (13 maja 2021)     | 1 496 447 (25 listopada 2021)    | 1 297 673 (26 maja 2022)     | 1 189 779 (24 listopada 2022)    | 1 153 425 (25 maja 2023)     | –                                | –                            | (28 listopada 2024)           | –                         |
| 14.                 | –                            | 2 996 708 (11 grudnia 2010)      | –                            | 3 054 213 (8 grudnia 2011)       | 2 971 473 (31 maja 2012)     | –                            | (30 maja 2013)               | 2 494 847 (5 grudnia 2013)       | –                            | –                                | –                         | (3 grudnia 2015)              | 1 924 453 (19 maja 2016)     | (1 grudnia 2016)                | 2 280 124 (18 maja 2017)     | –                                | (24 maja 2018)               | 2 695 677 (6 grudnia 2018)       | –                            | –                                | 2 046 616 (5 listopada 2020)     | 1 448 244 (20 maja 2021)     | 1 515 994 (2 grudnia 2021)       | –                            | 1 290 045 (1 grudnia 2022)       | –                            | –                                | –                            | –                             | –                         |
| 15.                 | –                            | –                                | –                            | –                                | –                            | –                            | 2 604 277 (6 czerwca 2013)   | 2 727 560 (12 grudnia 2013)      | –                            | –                                | –                         | 1 553 872 (10 grudnia 2015)   | –                            | 2 432 022 (8 grudnia 2016)      | –                            | –                                | –                            | –                                | –                            | –                                | 2 058 026 (12 listopada 2020)    | 1 618 112 (27 maja 2021)     | 1 553 872 (9 grudnia 2021)       | –                            | –                                | –                            | –                                | –                            | –                             | –                         |
| 16.                 | –                            | –                                | –                            | –                                | –                            | –                            | –                            | –                                | –                            | –                                | –                         | –                             | –                            | –                               | –                            | –                                | –                            | –                                | –                            | –                                | 1 859 164 (19 listopada 2020)    | –                            | –                                | –                            | –                                | –                            | –                                | –                            | –                             | –                         |
| 17.                 | –                            | –                                | –                            | –                                | –                            | –                            | –                            | –                                | –                            | –                                | –                         | –                             | –                            | –                               | –                            | –                                | –                            | –                                | –                            | –                                | 1 783 281 (26 listopada 2020)    | –                            | –                                | –                            | –                                | –                            | –                                | –                            | –                             | –                         |
| Średnia oglądalność | 2 307 882                    | 2 542 812                        | 2 873 755                    | 2 788 804                        | 2 940 793                    | 2 622 936                    | 2 357 326                    | 2 455 848                        | 2 517 337                    | 2 281 424                        | 2 222 188                 | 2 214 740                     | 2 071 446                    | 2 158 692                       | 2 574 921                    | 2 508 229                        | 2 301 514                    | 2 254 475                        | 2 069 593                    | 1 911 551                        | 1 803 083                        | 1 655 154                    | 1 568 884                        | 1 352 233                    | 1 304 732                        | 1 295 864                    | 1 082 940                        | 1 030 000                    | 904 000                       | 953 000                   |
| Rekord widzów       |                              |                                  |                              |                                  |                              |                              |                              |                                  |                              |                                  |                           |                               |                              |                                 |                              |                                  |                              |                                  |                              |                                  |                                  |                              |                                  |                              |                                  |                              |                                  |                              |                               |                           |

## Kuchenne rewolucje. Powroty
W 2015 i 2017 zrealizowano program Kuchenne rewolucje. Powroty, przybliżający losy restauratorów, którzy brali udział w programie Kuchenne rewolucje. Łącznie wyprodukowano 26 odcinków w trzech seriach, które zostały udostępnione w serwisie Player.

## Kontrowersje

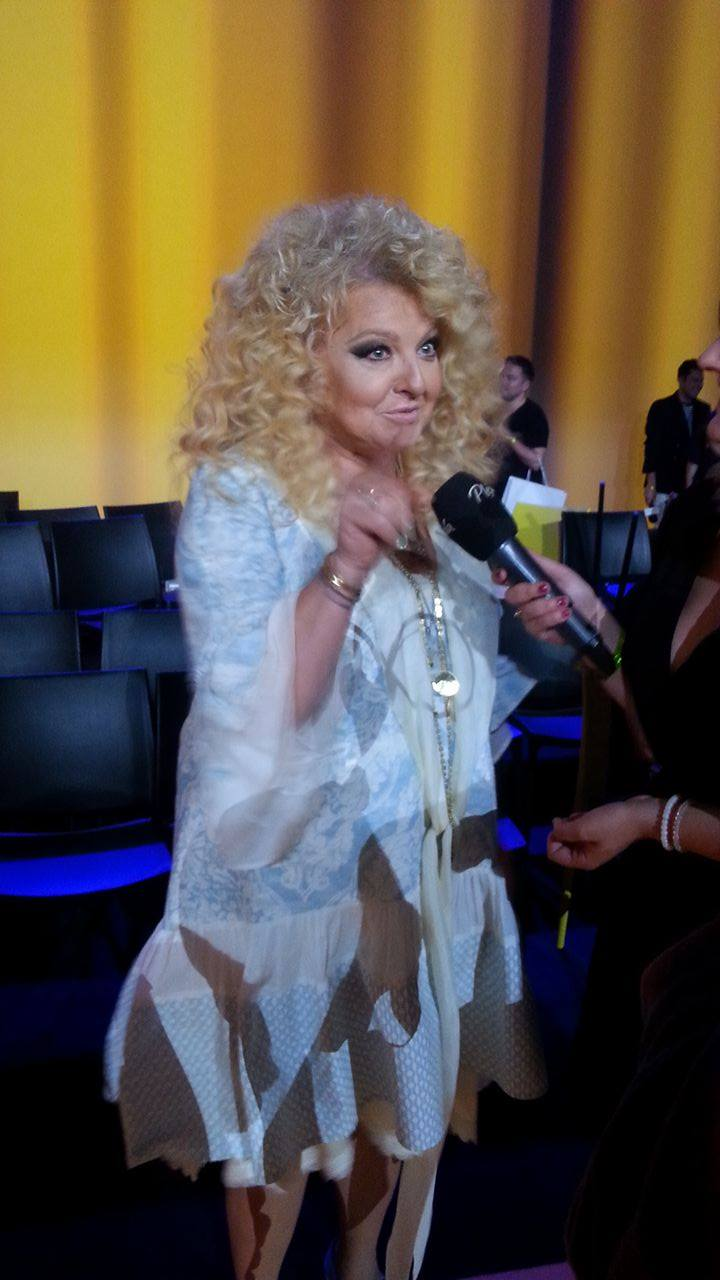
Magda Gessler, restauratorka i prowadząca program

- W 2010 roku restauracja "Jesz Burger" stała się pierwszą nieudaną rewolucją. W efekcie informacje o niepowodzeniu zostały opublikowane w mediach[50].
- Właściciel restauracji, która uczestniczyła w dziewiątej serii programu, posługiwał się po jego emisji wizerunkiem Magdy Gessler w promocji restauracji, za co został ostatecznie pozwany przez restauratorkę[51]. W 2019 roku Gessler wygrała proces, uzyskując przeprosiny oraz zadośćuczynienie[52].
- W 2011 roku podczas nagrywania programu w Lęborku komornik zajął lokal, w którym odbywała się rewolucja, w tym sprzęt telewizyjny. Właścicielka doznała zawału, co spowodowało wezwanie pogotowia ratunkowego, a restauracja nie została otwarta ponownie[53].
- W trakcie produkcji 12. odcinka 13. serii w restauracji „Wyszynk z szynką” ujawniono między innymi zaleganie przez właścicielkę z płatnościami pracownikom, fałszerstwo świadectwa pracy i wykorzystywanie znacznie przeterminowanych produktów. Po emisji odcinka Miejski Urząd Pracy w Kielcach złożył zawiadomienie do prokuratury. Właścicielkę nieprawomocnie skazano na pół roku pozbawienia wolności w zawieszeniu i grzywnę[54].
- W 2017 roku wyemitowano odcinek z restauracji "Le Papillon Noir" - podczas nagrania tego odcinka Magda Gessler została wyrzucona z restauracji[55].
- W 2017 roku Super Express w wyniku przegrania procesu sądowego przeprosił Gessler za sugestię, że była ona związana z odkryciem na zapleczu jednej z restauracji, w której kręcono program plantacji marihuany[56].
- W 2018 roku podczas nagrań w Łodzi Gessler została zaatakowana przez grupę mężczyzn, w związku z czym musiała interweniować jej ochrona[57].
- Szósty odcinek 24. serii, nagrany w 2021 roku, został w styczniu 2023 roku usunięty z platformy Player oraz dystrybucji telewizyjnej po tym, jak mężczyzna biorący udział w rewolucji zamordował własną córkę, a następnie popełnił samobójstwo[58].
- We wrześniu 2022 roku, w ramach 25. serii wyemitowano odcinek, w którym restauracja została zamknięta przed powrotem Magdy Gessler[59].
- W marcu 2024 roku, w ramach 28. serii wyemitowano odcinek, w trakcie którego nastąpiło zawieszenie rewolucji na dwa tygodnie celem między innymi uporządkowania umów pracowników, prawa do lokalu oraz rachunku bankowego[60][61].
- Niektóre restauracje biorące udział w programie po jego realizacji lub emisji skarżyły producentów do sądu, zarzucając im lub prowadzącej między innymi pomówienia lub nadawanie restauracjom nazw wcześniej zastrzeżonych[62][63].
- Część restauracji biorących udział w programie została zamknięta po realizacji programu[64][65][66][67][68][69].